# Suzy Lake

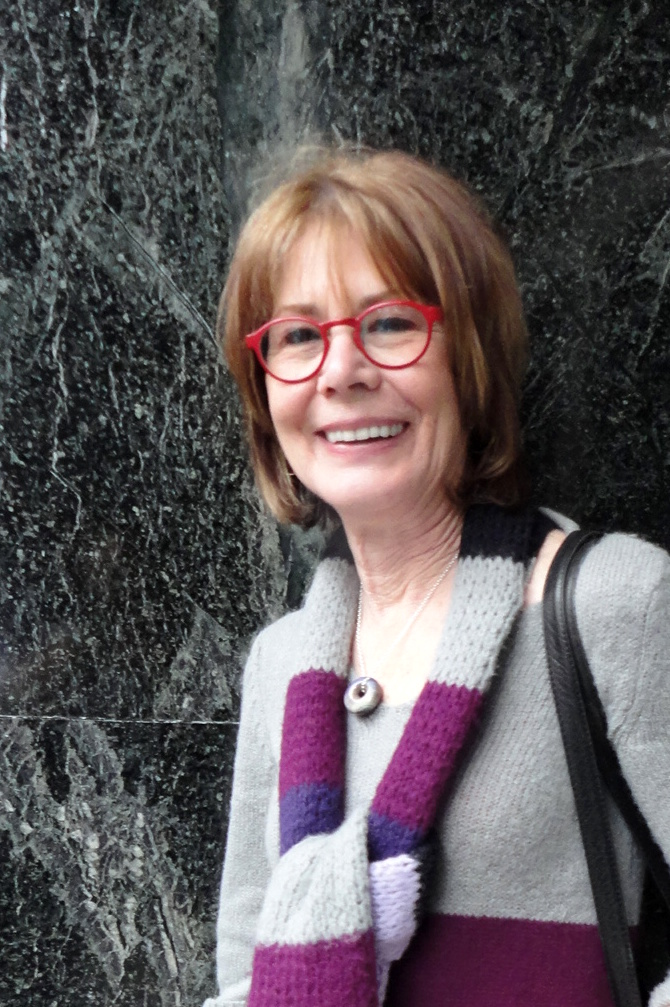
Suzy Lake

Suzy Lake (* 14. Juni 1947 in Detroit als Suzy Marx) ist eine amerikanisch-kanadische Künstlerin. Sie ist bekannt für ihre Fotografien sowie für ihre Performance- und Videokunst. Sie wird der feministischen Kunst zugeordnet.

## Leben und Werk
Suzy Lake wurde als Suzy Marx in eine deutsch-amerikanische Arbeiterfamilie geboren und wuchs in einem konservativen Haushalt in Detroit auf. Ihr Vater war Dachdecker und Veteran des Zweiten Weltkriegs, ihre Mutter Hausfrau.
Sie studierte bis 1968 an der Wayne State University in Michigan. Zu den künstlerischen Inspirationen dieser Zeit zählten der Bildhauer David Barr (1939–2015) und der figurative Maler Robert Wilbert (1929–2016). Während der 1960er-Jahre engagierte sich Lake in der Bürgerrechts- und Antikriegsbewegung. Aufgrund der Erfahrungen während der Detroit Riots im Jahr 1967, eine Reihe von Auseinandersetzungen, die als Reaktion auf das brutale Vorgehen der Polizei gegen Afroamerikaner begannen, sowie um der Einberufung ihres damaligen Partners, dem Maler Roger Lake, zu entgehen, emigrierten die beiden nach Kanada. Dort nahm Lake ihr Studium an der Concordia University in Montreal auf, wo sie mit einem Master of Fine Arts im Jahr 1978 abschloss.
In Montreal kam die junge Künstlerin mit Guido Molinari (1933–2004) und dessen Malerei in Kontakt, die sich durch abstrakte Formen mit kontrastierenden Farben auszeichnet. Infolgedessen experimentierte sie mit verschiedenen Techniken und begann, sich ihres eigenen Körpers als künstlerisches Ausdrucksmittel zu bedienen. So trug sie z. B. Farbe wie Kosmetik auf Fotografien von sich auf. Zu dieser Zeit studierte sie außerdem Tanz und Pantomime am Théâtre de Quat’Sous in Montreal, wo sie das Whiteface-Makeup kennenlernte, eine dicke weiße Theaterfarbe, die sie als „Nullzustand“ bezeichnete, die persönliche Merkmale des Trägers auslösche.
Als sie sich 1970 ihre erste Spiegelreflexkamera kaufte, begann sie, Performance mit Fotografie zu verbinden. In dieser Zeit nahm das Interesse an Selbstporträts zu; sie produzierte mehrere Fotoserien von sich in verschiedenen Outfits und Kostümen und unterschiedlichem Makeup und experimentierte auf diese Weise mit der Konstruktion von Identität.
1972 war Lake Gründungsmitglied der Galerie Véhicule Art Inc., einem Zusammenschluss zur Bereitstellung von Ausstellungsorten für Künstler, die mit neuen Medien und Ausdrucksmitteln und damit abseits des etablierten Kunstbetriebs experimentierten. 1978 war sie Mitbegründerin der Toronto Photographers’ Co-Operative, einer Gemeinschaft von Fotografen. Zu den Mitgliedern gehörten u. a. Jim Chambers, Keith Bassam, Shin Sugino, David R. Harris, Jim Adams und Michael Mitchell.
In den 1980er-Jahren trat Lake nicht mehr selbst als Subjekt ihrer Fotografien auf. Stattdessen konzentrierte sie sich verstärkt auf den Kameraaktivismus und begriff die Fotografie als eine Strategie für Aktivisten, zur Unterstützung und Dokumentation von aktivistischen Aktionen.
Lake lehrte seit 1968 an verschiedenen Institutionen, zunächst in Montreal und Toronto. 1988 wurde sie als außerordentliche Professorin an die University of Guelph berufen, wo sie bis zu ihrer Emeritierung im Jahr 2008 unterrichtete.
Sie lebt und arbeitet in Toronto.

## Einzelausstellungen (Auswahl)
- 2019: Suzy Lake: Performance of Protest, Arsenal Contemporary, New York.
- 2018: Suzy Lake: Performing an Archive, Stamps Gallery, University of Michigan.
- 2017: Beauty and the Aging Body, Lianzhou Foto Festival, Lianzhou, China.
- 2014: Introducing Suzy Lake, Art Gallery of Ontario, Toronto.

## Gruppenausstellungen (Auswahl)
- 2021: Female Sensibility, Feminist Avant-Garde from VERBUND COLLECTION, Lentos Kunstmuseum Linz.
- 2020: Pictures, Revisited, Metropolitan Museum of Art, New York.
- 2016: The Governor General's Award in Visual and Media Arts 2016, National Gallery of Canada, Ottawa.
- 2010: Dona: Works From the Sammlung Verbund, Galleria Nazionale d’Arte Moderna, Rom.
- 2008: Held Together with Water, Art from the Sammlung Verbund, Istanbul Modern Museum.
- 1997: The Body in the Lens, Montreal Museum of Fine Arts.